# وادي ترج (مركز إداري)
وادي ترج إحدى مراكز محافظة بيشة. تقع في جنوب غرب المحافظة على مسافة 90 كيلاً، ويقطنها 6799 نسمة. وبها من الدوائر الحكومية: مستشفى، دفاع مدني، محكمة، فرع زراعي، شرطة، ومكتب تربية بنين.

## الوادي
وادي ترج - بفتح المثناة الفوقية وسكون الراء المهملة وجيم - وادٍ عظيم يعد من أعظم الأودية في المملكة العربية السعودية. وله ذكر كثير في كتب الأدب ومعجمات الأمكنة، فقد كانت تجارة اليمن تمر منه مابين اليمن والحبشة ومكة المكرمة ، وفيه المثل " القائل أجْرا من المآشِي بِتَرْج". وفيه كانت الوحوش مثل الأسود والنمور وغيرها وفيه تقول أخت حاجز الأزدري ترثيه: " أحيُُّ حاجز أم ليس حـي فيسلك بين جَنْدَف والبهيـم ويشرب شربة من ماء تَرج فيصدر مَشْيَة السبع الكليـم ويمتد وادى ترج بمحافظة بيشة، وسكانه قبيلة بني الحارث.